# Андрющенко (Ленінградський район)
Андрющенко — хутір в Ленінградському районі Краснодарського краю Російсько Федерації, входить до складу Ленінградського сільського поселення.
Населення — 223 особи.
| Росія | Це незавершена стаття з географії Росії. Ви можете допомогти проєкту, виправивши або дописавши її. |